# Oxford English Dictionary
L’Oxford English Dictionary (OED) est un dictionnaire de référence pour la langue anglaise.
Il est publié par l'Oxford University Press et contient des mots venant du Royaume-Uni et des diverses régions du monde anglophone : Amérique du Nord, Afrique du Sud, Australie, Nouvelle-Zélande, Caraïbes. Il indique l'histoire, la prononciation et la définition des mots. Comme pour d'autres grands dictionnaires, le travail de rédaction s'est étalé sur plusieurs décennies. La première édition complète, comprenant vingt tomes, est publiée en 1928. Il est depuis régulièrement remis à jour.
L'Oxford University Press édite également une version abrégée de ce dictionnaire en deux volumes, le Shorter Oxford English Dictionary, et de nombreux dictionnaires monolingues pour les étudiants étrangers, comme l’Oxford Advanced Learner's Dictionary, ou encore, en collaboration avec Hachette, divers dictionnaires bilingues français-anglais, anglais-français.

## Éditeurs
- Herbert Coleridge (1857-1859)
- Frederick Furnivall (1859-1878)
- James Murray (1879-1915)
- Henry Bradley (1888-1923)
- William Craigie (1901-1933)
- Charles Talbut Onions (1914-1933)
- John Simpson (en) (1993-2013)

## Rédaction

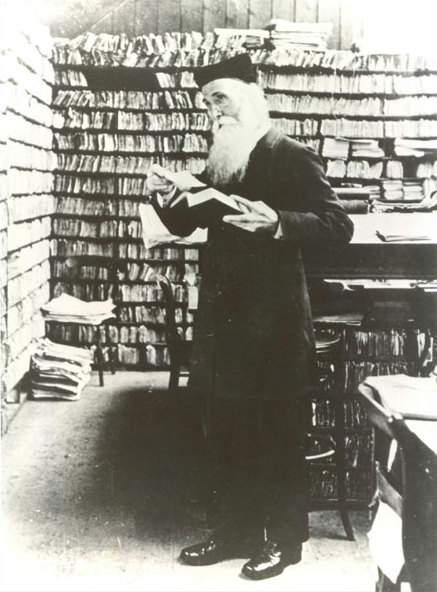
James Murray dans son « scriptorium » de Banbury Road (Oxford), dans les années 1880.

Le projet prend forme avec une conférence prononcée en 1857 à la British Library par Richard Chenevix Trench, poète, membre de la Philological Society et doyen de Westminster. Identifiant diverses lacunes des dictionnaires anglais, Trench s'attaque principalement au fait que les dictionnaires veuillent dicter l'usage au lieu de simplement l'enregistrer. Tout au contraire de cette pratique habituelle, un dictionnaire devrait être « un inventaire du langage » (an inventory of the language) et répertorier tous les mots qui sont ou ont été en usage dans la langue. La tâche essentielle d'un dictionnaire serait donc de retracer l'histoire et la trajectoire de chaque mot, en illustrant par des citations les nuances de sens et d'emploi apparues au fil du temps. Pour mener à bien une entreprise d'une telle ampleur, Trench propose un mode de rédaction révolutionnaire et démocratique, qui est de lancer un appel public à des collaborateurs bénévoles — un procédé qui est différent du système élitiste et hiérarchique incarné par l'Académie française. 
La rédaction du dictionnaire est d'abord confiée à Herbert Coleridge, qui meurt deux ans plus tard et auquel succède Frederick Furnivall. Les rédacteurs demandent à la population anglaise de reporter sur des fiches toute citation illustrant le sens ou l'emploi d'un mot-cible (entrée), avec la référence précise. Le premier appel date de 1858. Après une première période féconde d'une dizaine d'années au cours desquelles 6 millions de fiches furent reçues, l'enthousiasme se refroidit et le projet est en panne, courant le risque d'être abandonné. 
Un nouveau directeur de rédaction est nommé en 1879, en accord avec le futur éditeur du dictionnaire, Oxford University Press. James Murray (1837-1915), un Écossais polyglotte et passionné de lexicographie, relance le projet, en élargissant la demande de contributions bénévoles aux États-Unis et aux colonies britanniques. Dans le prospectus de huit pages décrivant le projet, il établit notamment une liste de 200 auteurs indispensables dont les œuvres doivent servir de base à son dictionnaire et donne des instructions très précises sur la façon dont les bénévoles doivent procéder. Les lecteurs sont notamment invités à ne pas se limiter aux mots rares. 
Le chirurgien américain William Chester Minor (1837-1920) a été un des contributeurs bénévoles les plus importants : il a contribué au projet dès qu'il en a pris connaissance en 1880 et a continué jusqu'en 1901, remplissant des milliers de fiches d'une remarquable qualité,. Certains bénévoles ont envoyé jusqu'à 10 000 fiches par an, mais elles n'avaient pas la même pertinence et se révélaient donc moins utiles au projet. Pendant plusieurs années, Murray et Minor communiquent par écrit, et ce n'est que lors de leur rencontre en 1891 que Murray découvre que l'Américain lui écrit depuis une cellule psychiatrique où il est emprisonné pour un meurtre qu'il avait commis alors qu'il était sous l'empire d'une de ses fréquentes crises de démence paranoïaque. Ce dernier avait trouvé dans ce travail de lexicographie un moyen de s'évader mentalement et de se rendre utile au monde, sans toutefois jamais retrouver sa pleine raison. Sa cellule était tapissée de livres. 
Dès 1884, les fiches arrivent de partout au bureau de Murray, à Oxford, au rythme d'environ 1 000 par jour. Elles sont triées, vérifiées et classées par divers employés dont font partie ses nombreux enfants. Elles sont ensuite disposées sur des tables pour être examinées par la petite équipe de rédacteurs spécialisés, sous la direction de Murray, et intégrées à l'article sur le mot du moment, le dictionnaire progressant en ordre alphabétique à raison de quelque 33 mots par jour. Les articles terminés sont envoyés à la composition au fur et à mesure, de sorte qu'un nouveau fascicule peut être publié chaque année. 
À la mort de Murray, Henry Bradley (1845-1923) qui était corédacteur de l'ouvrage depuis 1888, prend la direction du projet. William Craigie (1867-1957), qui travaillait au projet depuis 1897 et en était devenu troisième corédacteur en 1901, prend la relève jusqu'à la fin du projet, en 1933. Charles Talbut Onions (1873-1965), intégré au projet dès 1895, en devient corédacteur de 1914 à 1933. C'est sous sa direction que collabore à ce projet le jeune J. R. R. Tolkien en 1919-1920.
Le dernier fascicule paraît en 1928. Ce dictionnaire compte alors un total de 15 487 pages reliées en 12 gros volumes, avec 414 825 articles qu'illustrent 1 827 306 citations. Un premier supplément paraît en 1933 et quatre autres sont publiés entre 1972 et 1986. En 1989, l'ensemble est réédité. L'ouvrage est publié sur CD-ROM en 1992 et devient accessible en ligne, sur abonnement, à partir de 2000.